# Cladoctonus affinis
Cladoctonus affinis is een keversoort uit de familie snuitkevers (Curculionidae). De wetenschappelijke naam van de soort werd in 1911 gepubliceerd door Strohmeyer.